# Lotusscript
LotusScript är en dialekt av programmeringsspråket BASIC och används bland annat vid utveckling av IBM Lotus Notes applikationer. Det har stor likhet med Visual Basic.